# Časové razítko
Časové razítko je služba poskytovaná certifikační autoritou, která umožňuje prokázat čas vytvoření dokumentu. Časové razítko je vhodné použít u elektronických dokumentů, kde je nutné prokázat čas jejich vzniku, jako jsou například účetní doklady. Časové razítko rovněž prodlužuje platnost dokumentu do doby po konci platnosti použitého elektronického podpisu a to bez ohledu na to, zda tato situace nastane jako následek expirace nebe revokace certifikátu elektronického podpisu.
Samotný elektronický podpis prokazuje identitu tvůrce, ale neumožňuje dokázat, že je čas vytvoření dokumentu správný. Pro odstranění tohoto nedostatku bylo vytvořeno časové razítko. To však nezastupuje roli elektronického podpisu. Rovněž se nijak neovlivňuje s případným použitím elektronického podpisu na jednom jediném dokumentu - časové razítko může být přidáno jak společně s podpisem, tak kdykoliv v době platnosti podpisu třetí osobou. Kdo chce zajistit u dokumentu prokazatelnost jak osoby, která ho vytvořila, tak času, kdy vznikl, aplikuje na daný dokument zároveň elektronický podpis, který prokáže identitu tvůrce, tak i časové razítko, které prokáže čas, kdy poprvé dokument prokazatelně existoval.
Laicky by se vznik časového razítka dal popsat tak, že z dokumentu, do kterého chceme vložit časové razítko, spočítáme hash (otisk), tento hash pošleme certifikační autoritě. Certifikační autorita pak zkombinuje námi dodaný hash se svými interním generátorem času (čas se nezjišťuje u odesílatele, ale u certifikační autority, čas díky tomu nejde zfalšovat tvůrcem dokumentu) a nazpět pošle vygenerované časové razítko, které uložíme spolu s původním dokumentem. Proces může být plně automatizovaný – bez nutnosti lidského zásahu jak na straně odesilatele, tak i certifikační autority.
Časová razítka dělíme dle právní váhy na:
a) Časová razítka prostá. Ta mohou být vydávána kýmkoliv, což se děje většinou bezplatně. V rámci právního systému Evropské unie a ČR však nemají právní váhu a nelze je tudíž použít pro prodloužení platnosti dokumentu.
Seznam vydavatelů prostých časových razítek.
b) Časová razítka kvalifikovaná. Jsou vydávány kvalifikovanými certifikačními autoritami za úplatu. V rámci Evropské unie jsou vzájemně plně uznávána.
Seznam kvalifikovaných vydavatelů splňujících certifikaci dle nařízení eIDAS.
Orgán veřejné moci, který vydává v ČR dokument, jej má povinnost kromě elektronického podpisu vybavit i časovým razítkem
Použití časového razítka je možností, jak zajistit dlouhodobě (i po zneplatnění podpisu) možnost autorizované konverze z elektronické do písemné formy.
Možnost ověření dokumentu na autorizovanou konverzi: https://www.czechpoint.cz/uschovna/ (záložka "ověřit dokument")